# 卡里爾米爾斯鎮區 (伊利諾伊州薩林縣)
卡里爾米爾斯鎮區（英語：Carrier Mills Township）是位於美國伊利諾伊州薩林縣的一個行政鎮區。

## 地方資料
根據2010年美國人口普查的數據，卡里爾米爾斯鎮區的面積為101.30平方千米，當中陸地面積為95.90平方千米，而水域面積為5.40平方千米。當地共有人口2261人，而人口密度為每平方千米22.32人。